# 巴剌麻儿
巴剌麻儿（?—?），明朝时期吐鲁番首领，正统六年（1441年），明英宗朝议土鲁番很久没有进贡，通过米昔儿使臣回国，令将明宝钞赐给巴剌麻儿。第二年（1442年），巴剌麻儿遣使入贡。之後，也密力火者、速檀阿力父子统治吐鲁番。东察合台汗国歪思汗的孙子、羽奴思的儿子速檀阿黑麻攻克吐鲁番，一些书籍将羽奴思当成了吐鲁番的君主——速檀阿力。